# Nya Holland

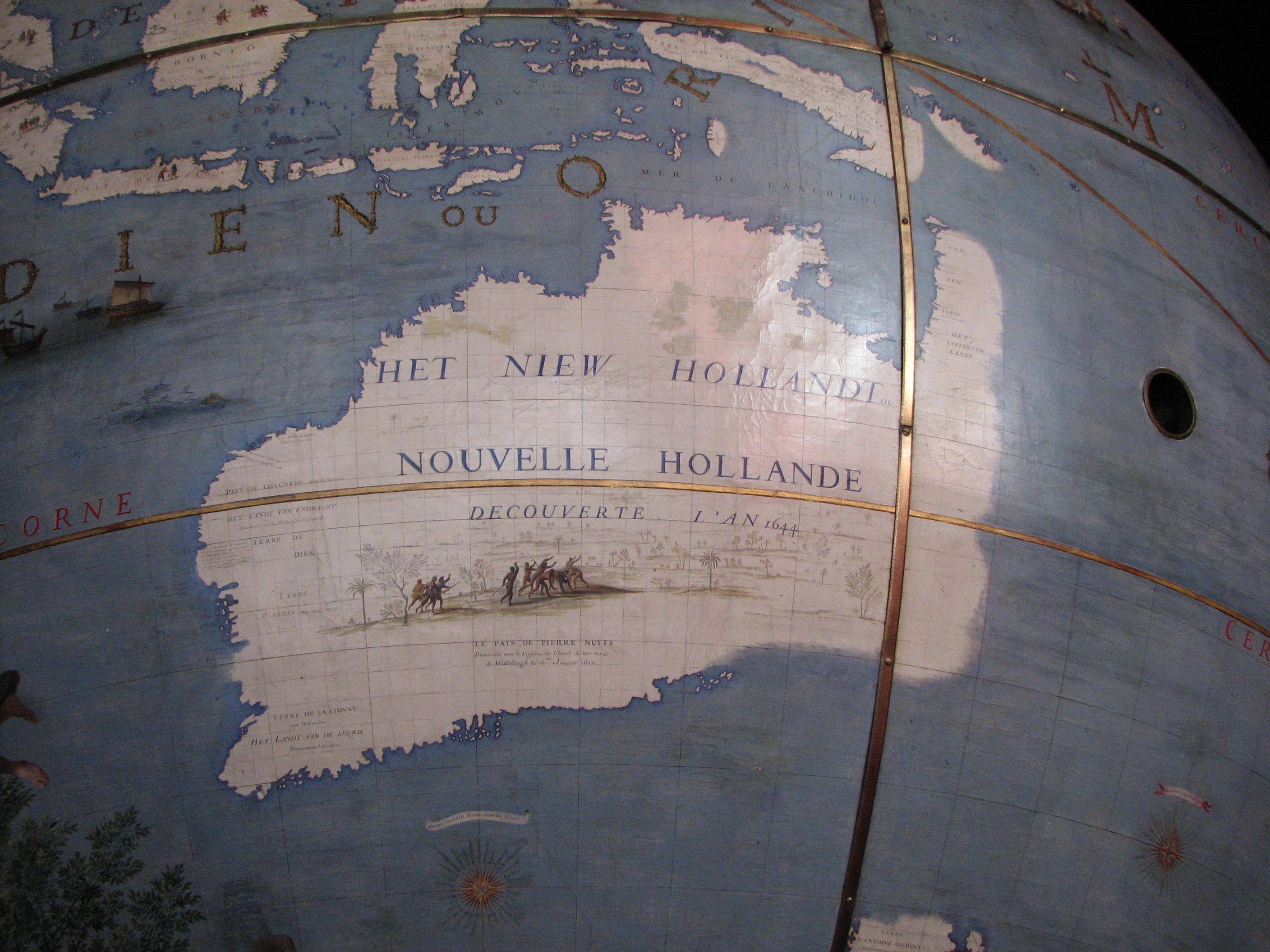
Nya Holland på en jordglob från 1681. Östkusten var då inte kartlagd av européer.

Nya Holland (nederländska Nieuw-Holland, engelska New Holland, latin Nova Hollandia) är ett historiskt namn för fastlandsdelen av kontinenten Australien. Nya Holland är varken synonymt med världsdelen Australien eller territorialstaten Samväldet Australien, eftersom Nya Holland inte inbegriper öar såsom till exempel Tasmanien.
Namnet Nya Holland används i dag vid namngivningen av biologiska arter, till exempel svampen Neoscytalidium novaehollandiae, som beskrevs 2008.